# Chrząszcze drapieżne Kuby
Chrząszcze drapieżne Kuby – ogół taksonów chrząszczy (Coleoptera) z podrzędu chrząszczy drapieżnych (Adephaga), których występowanie stwierdzono na terenie Kuby.

## Geadephaga

### Biegaczowate(Carabidae)

#### Biegacze(Carabinae)
Z Kuby wykazano:
- Calosoma sayi
- Calosoma splendidum

#### Grzebielniki(Scaritinae)
Z Kuby wykazano:

- Ardistomis elongatulus
- Ardistomis nitidipennis
- Ardistomis ramsdeni
- Aspidoglossa mexicana
- Clivina biguttata
- Clivina bipustulata
- Clivina cubae
- Clivina dentipes
- Clivina fasciata
- Clivina limbipennis
- Dyschiriodes larochellei
- Dyschiriodes sublaevis
- Halocoryza arenaria
- Oxydrepanus cristalensis
- Oxydrepanus cubanus
- Oxydrepanus rufus
- Schizogenius arimao
- Semiardistomis cyaneolimbatus
- Scarites alternans
- Scarites cubanus
- Scarites illustris
- Scarites marinus
- Scarites subterraneus
- Scarites patruelis

#### Dzierowate(Harpalinae)
Z Kuby wykazano:

- Acupalpus convexulus
- Acupalpus iridens
- Aephnidius ciliatus
- Aephnidius sericatus
- Agonum decorum
- Amblygnathus puncticollis
- Anatrichius oblonga
- Anchonoderus subtilis
- Apenes coriacea
- Apenes delicata
- Apenes lata
- Apenes parallela
- Apenes scobifera
- Apenes sulcicollis
- Apristus sericeus
- Badister reflexus
- Bradycellus cubanus
- Bradycellus festinans
- Bradycellus velatus
- Calleida rubricollis
- Calleida tinctula
- Chlaenius cubanus
- Chlaenius gundlachi
- Chlaenius niger
- Chlaenius perplexus
- Colliuris gundlachi
- Colliuris noah
- Colliuris picta
- Coptia effeminata
- Coptia quadrisignatus
- Coptia sauricollis
- Coptodera festiva
- Coptodera picea
- Diplocheila major
- Discoderus beauvoisi
- Discoderus cinctus
- Eucaerus insularis
- Euphorticus pubescens
- Euproctinus trivittatus
- Galerita lecontei
- Galerita ruficollis
- Galerucidia dimidiata
- Lachnophorus leucopterus
- Lebia abdominalis
- Lebia bitaeniata
- Lebia darlingtoni
- Lebia dorsovittata
- Lebia esurialis
- Lebia marginicollis
- Leptotrachelus compressus
- Leptotrachelus cubanus
- Leptotrachelus dorsalis
- Loxandrus celeris
- Loxandrus crenatus
- Loxandrus cubanus
- Loxandrus nocticolor
- Loxandrus rectangulus
- Microlestes poeyi
- Morion monilicornis
- Oodes amaroides
- Oodinus darlingtoni
- Oodinus pseudopiceus
- Pentagonica flavipes
- Pentagonica nigricornis
- Perigona laevigata
- Perigona nigriceps
- Perigona picea
- Phloeoxena costata
- Phloeoxena dealata
- Phloeoxena imitatrix
- Phloeoxena plagiata
- Phloeoxena schwarzi
- Platynus acuniai
- Platynus aequinoctialis
- Platynus baragua
- Platynus bruneri
- Platynus bucheri
- Platynus carabiai
- Platynus coptoderoides
- Platynus cubensis
- Platynus fratrorum
- Platynus mediopterus
- Platynus medius
- Platynus pinarensis
- Platynus subangustus
- Platynus turquinensis
- Plochionus bicolor
- Plochionus pallens
- Plochionus rubrofasciatus
- Poecilus chalcites
- Pseudaptinus cubanus
- Pseudaptinus deceptor
- Pseudaptinus insularis
- Pseudaptinus salebrosus
- Pterostichus cubensis
- Selenophorus alternans
- Selenophorus chalybaeus
- Selenophorus flavilabris
- Selenophorus discopunctatus
- Selenophorus integer
- Selenophorus nonseriatus
- Selenophorus pyritosus
- Selenophorus sinuatus
- Selenophorus solitarius
- Selenophorus striatopunctatus
- Sericoda montana
- Stenocrepis duodecimstriata
- Stenocrepis gilvipes
- Stenocrepis insulana
- Stenocrepis metallica
- Stenocrepis mexicana
- Stenocrepis olivacea
- Stenocrepis tibialis
- Stenolophus cruentatus
- Stenolophus infuscatus
- Stenolophus ochropezus
- Stenomorphus cubanus
- Thalpius apicalis
- Thalpius arrogans
- Thalpius bierigi
- Thalpius dorsalis
- Thalpius marginicollis
- Thalpius pygmaeus
- Zuphium bierigi
- Zuphium cubanum
- Zuphium mexicanum

#### Paussinae
Z Kuby wykazano:
- Pachyteles gyllenhali

#### Strzelowate(Brachininae)
Z Kuby wykazano:
- Brachinus adustipennis
- Brachinus brunneus

#### Trechinae
Z Kuby wykazano:

- Bembidion affine
- Bembidion cubanum
- Bembidion darlingtoni
- Bembidion sparsum
- Bembidion turquineum
- Bembidion viridicolle
- Diplochaetus rutilus
- Elaphropus yunax
- Lymnastis americana
- Micratopus parviceps
- Mioptachys autumnalis
- Paratachys abruptus
- Paratachys cubax
- Paratachys filax
- Paratachys paulax
- Paratachys striax
- Paratachys vorax
- Pericompsus elegantulus
- Pericompsus immaculatus
- Pericompsus jamcubanus
- Perileptus columbus
- Polyderis ridiculus
- Tachys bradycellinus
- Tachys translucens

#### Trzyszczowate(Cicindelinae)
Z Kuby wykazano:
- Cicindela acuniae
- Cicindela boops
- Cicindela cardini
- Cicindela cubana
- Cicindela marginata
- Cicindela olivacea
- Cicindela trifasciata
- Cicindela viridicollis
- Megacephala acutipennis
- Megacephala carolina
- Megacephala rutilans infuscata

### Zagłębkowate(Rhysodidae)
Z Kuby wykazano:
- Clinidium extrarium
- Clinidium chevrolati
- Clinidium curvicosta
- Clinidium humeridens
- Plesioglymmius compactus

## Hydradephaga

### Flisakowate(Haliplidae)
Z Kuby wykazano:
- Haliplus bierigi
- Haliplus carinatus
- Haliplus cubensis
- Haliplus havanensis
- Haliplus nanus
- Haliplus tumidus
- Peltodytes darlingtoni

### Krętakowate(Gyrinidae)
Z Kuby wykazano:
- Gyretes cubensis
- Gyretes darlingtoni
- Gyrinus elevatus
- Gyrinus rugifer

### Mokrowinkowate(Noteridae)
Z Kuby wykazano:
- Hydrocanthus advena
- Hydrocanthus oblongus
- Mesonoterus laevicollis
- Notomicrus sharpi
- Pronoterus addendus
- Suphis inflatus
- Suphisellus binotatus
- Suphisellus insularis
- Suphisellus nigrinus
- Suphisellus tenuicornis

### Pływakowate(Dytiscidae)
Z Kuby wykazano:

- Anodocheilus exiguus
- Bidessonotus browneanus
- Bidessonotus caraibus
- Bidessonotus fallax
- Brachyvatus apicatus
- Celina angustata
- Celina cubensis
- Celina grossula
- Celina imitatrix
- Celina palustris
- Celina slossoni
- Copelatus anastomosans – doniesienia wątpliwe
- Copelatus barbouri
- Copelatus caelatipennis
- Copelatus cubaensis
- Copelatus darlingtoni
- Copelatus glyphicus
- Copelatus insolitus
- Copelatus montivagus
- Copelatus posticatus
- Cybister occidentalis
- Derovatellus lentus
- Desmopachria aspera
- Desmopachria darlingtoni
- Desmopachria glabella
- Desmopachria striola
- Desmopachria tarda
- Hydaticus bimarginatus
- Hydaticus riehli
- Hydaticus rimosus
- Hydrovatus horni
- Hydrovatus pustulatus compressus
- Laccodytes pumilio
- Laccophilus bifasciatus
- Laccophilus gentilis suavis
- Laccophilus ovatus zapotecus
- Laccophilus proximus
- Laccophilus quadrivittatus
- Laccophilus vacaensis
- Laccophilus venustus
- Liodessus affinis
- Megadytes fraternus
- Megadytes gigantea
- Neobidessus pullus
- Pachydrus obniger
- Rhantus calidus
- Thermonectus basillaris
- Thermonectus circumscriptus
- Thermonectus margineguttatus